# Ампаран, Хоакин
Хоакин Ампаран Кортес (исп. Joaquín Amparan Cortés; 23 сентября 1903, Гомес-Паласио — 27 апреля 1996) — мексиканский пианист и музыкальный педагог.

## Биография
Начал заниматься музыкой с семи лет. В 1914 году вместе с семьёй переехал в Мехико, где занимался в фортепианной академии Луиса Моктесумы. В 1919 году дебютировал с оркестром, исполнив концерт Феликса Мендельсона (дирижировал Хулиан Каррильо). В 1922—1924 гг. учился в Национальной консерватории у Каррильо (гармония), Эстанислао Мехии (сольфеджио) и Марка Гюнцбурга (фортепиано). В 1925—1926 гг. сам работал в консерватории аккомпаниатором. Затем отправился совершенствовать своё мастерство в Европу, где в 1927 г. занимался в Берлине у Леонида Крейцера, затем в 1928 г. в Париже у Альфреда Корто и наконец в 1929 г. в Лейпциге у Макса Пауэра (фортепиано) и Зигфрида Карг-Элерта (гармония и теория).
Вернувшись на родину, с 1932 г. преподавал фортепиано в Национальной консерватории, с 1946 г. профессор и заместитель директора, в 1960—1967 гг. директор консерватории. До конца 1950-х гг. концертировал как солист с различными мексиканскими оркестрами.